# Payne-omlegging
De Payne-omlegging is een organische reactie waarbij onder basische omstandigheden een 2,3-epoxyalcohol isomeriseert tot een ander 2,3-epoxyalcohol, met inversie van de configuratie.
De reactie werd vernoemd naar de Amerikaanse scheikundige George B. Payne. 2,3-epoxyalcoholen zijn onder meer het reactieproduct van de enantioselectieve Sharpless-epoxidatie.
Ook omleggingen van 2,3-aziridine-alcoholen en 2,3-thiiraan-alcoholen zijn bekend.

## Reactiemechanisme
Het reactiemechanisme van de Payne-omlegging staat nog ter discussie, omdat verschillende parameters in de reactie een invloed hebben op de uiteindelijke configuratie van het epoxyalcohol.

### Basismechanisme
Het basismechanisme betreft de deprotonering van de hydroxylgroep, waardoor een alkoxide ontstaat. Dit treedt op als nucleofiel en opent het epoxide via een SN2-reactie. Hierdoor treedt inversie van de configuratie op. Na protonering van het ontstane alkoxide wordt het nieuwe epoxyalcohol gevormd. Iedere stap in de reactie is reversibel.

### Complicaties
Verschillende studies tonen aan dat het basismechanisme te eenvoudig is. In aprotische omstandigheden treedt geen omlegging van het epoxide op of verloopt de omlegging zeer traag. Soms worden mengsels van epoxiden verkregen. Een studie van een isotopisch gelabelde verbinding toonde aan dat het resultaat van de reactie sterk afhangt van de reactieomstandigheden. In het ene geval werd het substraat met natriumhydride in tetrahydrofuraan (THF) gedurende 2 uur gerefluxd en in het andere geval werd de reactie geroerd met gedeutereerd natriumhydroxide (NaOD) in zwaar water. In het eerste geval werd geen reactie waargenomen, terwijl in het tweede geval een 1:1-mengsel van epoxiden werd verkregen:
De nucleofiele substitutie kan ook vertraagd worden door aanwezigheid van coördinerende metaalionen. Wanneer een extern nucleofiel wordt toegevoegd aan het mengsel van epoxide-isomeren, weerspiegelt de verhouding aan geopende ringproducten niet de verhouding van epoxide-isomeren in de oplossing, noch hun relatieve thermodynamische stabiliteit.

### Stereochemische implicaties
De Payne-omlegging gaat - vanwege de SN2-reactie - gepaard met inversie van de stereochemie. Wanneer meerdere hydroxylgroepen in de molecule aanwezig zijn, kan een cascade-omlegging optreden.

## Toepassingen
De synthese van borjatriol is een voorbeeld waarbij een Payne-omlegging optreedt onder invloed van natriumhydroxide:
De voorlaatste stap van de totaalsynthese van spatol omvat een Payne-omlegging met kalium-tert-butoxide in tert-butanol. De laatste stap betreft een oxidatie met DDQ: